# Ковалёв, Виктор Юрьевич (игрок в дартс)
Ви́ктор Ю́рьевич Ковалёв (27 мая 1990, Урюпинск, Волгоградская область) — российский дартсмен. Вице-чемпион России по дартсу (2022). Мастер спорта России.

## Биография
Начинал заниматься дартсом в Волгограде. Тренер — Владимир Дьяков.
Спустя год после начала занятий получил право сыграть на чемпионате России. В апреле 2022-го сенсационно дошёл до финала в личном разряде, где проиграл Алексею Кадочникову (1:6). Стал первым дартсменом из Волгоградской области, завоевавшим медаль чемпионата России.

## Достижения

### Личные
- Вице-чемпион России (2022)